# Enshi
Enshi (恩施土家族苗族自治州; pinyin: Ēnshī Tǔjiāzú Miáozú Zìzhìzhōu) er et kinesisk autonomt præfektur for minoritetsfolkene tujia og miao i provinsen Hubei i det centrale Kina. Præfekturet har et areal på 24.111 km², og en befolkning på 3.920.000 mennesker (2007)
Hele Enshi er et bjergområde bestående af – fra sydvest mod nordøst – Wubjergene (巫山), Qiyuebjergene (齐岳山脉), Wulingbjergene (武陵山脉) og Daloubjergene (大娄山脉). Næsten ingen af bjergtoppene er på under 1.000 moh.
Jordsmonnet i Enshi er rigt på selen. Området har en rig flora og fauna. Mange kinesiske medicinske urter findes i de tætte skove som dækker store dele af præfekturet. Fra dyrelivet kan fremhæves skældyrene.

## Administrative enheder
Enshi består af to byamter og seks amter:
- Byamtet Enshi (恩施市), 3.972 km², ca. 770.000 indbyggere, regeringssæde;
- Byamtet Lichuan (利川市), 4.603 km², ca. 840.000 indbyggere;
- Amtet Jianshi (建始县), 2.666 km², ca. 510.000 indbyggere;
- Amtet Badong (巴东县), 3.354 km², ca. 480.000 indbyggere;
- Amtet Xuan'en (宣恩县), 2.730 km², 340.000 indbyggere;
- Amtet Xianfeng (咸丰县), 2.550 km², 360.000 indbyggere;
- Amtet Laifeng (来凤县), 1.344 km², 310.000 indbyggere;
- Amtet Hefeng (鹤峰县), 2.892 km², 220.000 indbyggere.

## Trafik
Kinas rigsvej 209 går gennem området. Den begynder i Hohhot i Indre Mongoliet, krydser gennem provinserne Shanxi, Henan, Hubei, Hunan og ender i havnebyen Beihai i Guangxi.
30°17′02″N 109°28′49″Ø / 30.28391°N 109.48025°Ø